# Richarlison
Richarlison de Andrade, född 10 maj 1997, är en brasiliansk fotbollsspelare som spelar för Premier League-klubben Tottenham Hotspur och Brasiliens landslag.

## Klubbkarriär

### Watford
Den 12 augusti 2017 debuterade Richarlison för Watford i Premier League i en 3–3-match mot Liverpool, där han blev inbytt i den 49:e minuten mot Roberto Pereyra.

### Everton
Den 24 juli 2018 värvades Richarlison av Everton, där han skrev på ett femårskontrakt. Den 3 december 2019 skrev Richarlison på ett nytt kontrakt fram till sommaren 2024 med Everton.

### Tottenham Hotspur
Den 1 juli 2022 värvades Richarlison av Tottenham Hotspur, där han skrev på ett femårskontrakt.

## Landslagskarriär
I november 2022 blev Richarlison uttagen i Brasiliens trupp till VM 2022. I turneringen gjorde han tre mål.